# Euxoa maronitica
Euxoa maronitica là một loài bướm đêm trong họ Noctuidae.